# تیگ (تگزاس)
تیگ، تگزاس(به انگلیسی: Teague, Texas) شهری در ایالت تگزاس از ایالات جنوبی ایالات متحده آمریکا است. در سرشماری سال ۲۰۰۰، جمعیت این شهر ۴۵۵۷ نفر اعلام شد.